# To Celia
To Celia is een lyrisch liefdesgedicht van de Engelse toneelschrijver en dichter Ben Jonson. Het verscheen voor het eerst in 1616 onder de titel Song: To Celia in de bundel The Forest. Het lied is mogelijk ontleend aan een tekst van de Griekse sofist Philostratus..
Het gedicht werd vermoedelijk al spoedig op muziek gezet. De thans bekende melodie dateert van na 1770 en wordt wel toegeschreven aan de Engelse componist John Wall Callcott. Als lied is het vooral bekend onder de titel Drink to Me Only with Thine Eyes, de eerste regel van het gedicht. Het is vertolkt door vele artiesten, zowel in het klassieke als in het populaire genre.
Het gedicht omvat twee coupletten van elk acht regels en telt slechts drie volzinnen. Het rijmschema is de eerste strofe is abcbabcb, in de tweede strofe defedefe. De eerste regel bevat vier versvoeten (tetrameter), de tweede drie enzovoort.
De dichter verlangt in dit vers slechts een enkele blik van zijn geliefde die hun relatie zal bevestigen of bestendigen. Deze zal de mogelijke intoxicatie die veroorzaakt wordt door drank verre te boven gaan. De dorst die aan de ziel ontspringt vraagt om een meer goddelijke drank. Hij zendt zijn geliefde een rozenhulde in de hoop dat die bij haar niet zou vergaan. Als hij de hulde terugontvangt ontwaart hij de geur van haar parfum in het boeket.

## To Celia
Drink to me only with thine eyes,

And I will pledge with mine;

Or leave a kiss but in the cup

And I'll not look for wine.

The thirst that from the soul doth rise

Doth ask a drink divine;

But might I of Jove's nectar sup,

I would not change for thine.
I sent thee late a rosy wreath,

Not so much honouring thee

As giving it a hope that there

It could not withered be;

But thou thereon didst only breathe,

And sent'st it back to me;

Since when it grows, and smells, I swear,

Not of itself but thee!